# Аган (село)
Ага́н — посёлок в России, находится в Нижневартовском районе, Ханты-Мансийского автономного округа — Югры. Входит в состав Сельского поселения Аган.
Почтовый индекс — 628637, код ОКАТО — 71119000005.

## Население
| 2010 | 2012 | 2013 | 2014 | 2015 | 2016 | 2017 |
| ---- | ---- | ---- | ---- | ---- | ---- | ---- |
| 535  | ↘507 | →507 | ↘499 | ↘496 | ↘494 | ↗495 |
| 2018 | 2019 | 2020 | 2021 |      |      |      |
| ↘494 | ↘484 | ↘482 | ↗613 |      |      |      |

## Климат
Климат резко континентальный, зима суровая, с сильными ветрами и метелями, продолжающаяся семь месяцев. Лето относительно тёплое, но быстротечное.